# حساب نينتندو
حساب نينتندو (بالإنجليزية: Nintendo Account) هو نظام تسجيل دخول أحادي، مختص بحسابات مستخدمي خدمات نينتندو على شتى المنصات. وهو نظام الحسابات المعتمد في تطبيقات المحمول التي تنشرها نينتندو، منذ صدوره في فبراير 2016، وكذلك على جهازيْ نينتندو سويتش ونينتندو سويتش 2، وخدمات أخرى مثل ماي نينتندو.

## خلفية تاريخية
قبل وفاته في يوليو 2015، كان رئيس نينتندو السابق ساتورو إواتا قد عقد تحالفًا تجاريًا مع شركة دي أن إيه اليابانية المتخصصة في خدمات الهواتف الجوالة، من أجل تطوير ألعاب للأجهزة المحمولة، منقولة عن الألعاب التي تملكها نينتندو. وقد أعلن «إواتا» في مارس 2017 أثناء عرض ذي صلة بهذا التحالف، أن الشركتين سوف تتعاونان في تطوير نظام جديد للعضوية، يشمل جهاز نينتندو 3دي إس، ووي يو، والهواتف الذكية، والأجهزة اللوحية، وكذلك منصة ألعاب جديدة، كُشف عنها النقاب فيما بعد، وهي نينتندو سويتش. وقد أفاد «إواتا» بأن خدمة العضوية الجديدة «سوف تربط بين نينتندو وعملائها أيًا كانت الأجهزة التي يستخدمونها».
وقد فُتح باب التسجيل لإنشاء حسابات نينتندو في 17 فبراير 2016، تأهبًا لإصدار نينتندو أول تطبيق لها، كان اسمه ميتومو، وكذلك برنامج ولاء جديد اسمه ماي نينتندو. ثم اتسع نطاق حسابات نينتندو ليشمل أجهزة ألعاب الفيديو مع إصدار نينتندو سويتش في مارس 2017، فسُمِح للمستخدمين بربط سجلاتهم الشخصية بحساباتهم في خدمات إلكترونية أخرى مثل اللعب الجماعي ونينتندو إي شوب. وقد دشّنت الشركة نظام تعريف لأسماء المستخدمين في إطار استعداد الشركة لذلك الإصدار. ولم يعد مسموحًا بفصل حسابات نينتندو عن سجلات المستخدمين على أجهزة سويتش ابتداء من سبتمبر 2018، كما يمكن للمستخدمين دمج أرصدتهم على نينتندو نتورك وسجلات حسابات نينتندو.
وقد أكدّت نينتندو في أبريل 2020 تأثر مجموعة من حسابات نينتندو، يصل عددها إلى 160,000 حسابًا، بتسريب بعض بيانات المستخدمين وكلمات المرور الخاصة برموز تعريف المستخدمين على «نينتندو نتورك» (بالإنجليزية: Nintendo Network) جراء هجمة إلكترونية استخدمت أسلوب حشو الاعتماد مستغلة بيانات سُربت في خروقات سابقة. وقد أمكن للجناة شراء محتوى رقمي باستخدام بطاقات الائتمان أو وسائل الدفع المحفوظة في تلك الحسابات. وقد عطّلت نينتندو خاصية الدخول إلى حساب نينتندو باستخدام رموز التعريف سالفة الذكر بحلول يوم 24 من أبريل 2020، وأرسلت بريدًا إلكترونيًا إلى أصحاب الحسابات المعنية تطلب منهم فيه تغيير كلمات مرورهم، موصية كافة المستخدمين بتفعيل المصادقة الثنائية لحسابات نينتندو الخاصة بهم.

## التوفر
فُتح باب التسجيل المبكر في خدمة حساب نينتندو في 16 سوقًا عالمية يوم 17 فبراير 2016. وهو من لوازم التسجيل في خدمة «ماي نينتندو». وفي 31 مارس 2016 أُطلقت خدمة حسابات نينتندو، ومعها «ماي نينتندو» بالتبعية، في 39 سوقًا، تلتها أسواق كثيرة منذ ذلك الحين. وقد بلغ عدد البلاد التي شملتها الخدمة 167 بلدًا في مارس 2019.
وعلى غرار خدمة «كلوب نينتندو» التي سبقتها، وكذلك نينتندو إي شوب و«نينتندو نتورك» و«ماي نينتندو»، فإن خدمة حساب نينتندو ليست محجوبة عن أي منطقة في العالم، وبوسع أي مستخدم التسجيل فيها والدخول إليها، حتى من البلاد غير المدرجة على موقعها الرسمي، ولو اختلف البلد المختار في الحساب عن البلد الذي يتصل منه المستخدم، دون أية عواقب سوى بعض القيود المرتبطة بالمنطقة التي اختار المستخدم التسجيل في «نينتندو إي شوب» من خلالها. وبغض النظر عن ذلك كله، فإن خدمة حسابات نينتندو متوافرة في بلاد أكثر من التي كانت خدمة كلوب نينتندو متاحة فيها، برغم اقتصارها على دعم تطبيقات نينتندو الجوالة في كثير من البلاد التي أضيفت لاحقًا.
وقد أوقفت نينتندو كافة خدماتها في روسيا من خلال فرعها الأوروبي في 31 مايو 2023، بما في ذلك خدمة الدفع على نينتندو إي شوب، وخدمة إنشاء حسابات نينتندو، كما حذفت كافة بيانات الدفع المرتبطة بحسابات عملائها الروس.

## روابط خارجية
- الموقع الرسمي